# Друпада
Друпа́да (санскр. द्रुपद) — герой древнеиндийского эпоса «Махабхарата», царь Панчалы.
В детстве и юности Друпада обучался вместе с Дроной и стал его близким другом. Однажды, во время детской игры, Друпада пообещал после восшествия на престол отдать Дроне половину своего царства. По прошествии какого-то времени Дрона женился. Будучи бедным брахманом и желая как-то улучшить положение своей семьи, он решил отправиться ко двору Друпады, который к тому времени стал правителем царства Панчалы. Однако, когда Дрона приблизился к Друпаде с просьбой о помощи, напомнив ему о данном ранее обещании, опьянённый славой Друпада отверг и оскорбил Дрону. Друпада привёл длинное обоснование своих действий, заявив, что дружба возможна только между равными по положению в обществе людьми. Друпада объявил, что в детстве дружба была возможной между ними, так как они находились в равном положении. Сейчас же Друпада является могущественным царём, тогда как Дрона — не более чем бесславный неудачник, ничего не достигший в жизни. Друпада, однако, заявил, что поможет Дроне, если тот не станет просить его как друга, а попросит у него милостыню, как это положено брахманам. Дрона ничего не ответил и молча покинул покои дворца, поклявшись в своём сердце в будущем отомстить Друпаде.
Дрона отправился в Хастинапур, где стал военным учителем царевичей Пандавов и Кауравов. После того, как царевичи завершили обучение, Дрона приказал Кауравам пленить Друпаду и привезти его в Хастинапур. Дурьодхана назначил командиром армии лучшего воина среди Кауравов, Викарну, который вместе с Духшасаной, Сударшаной и другими Кауравами атаковал царство Панчала. После того, как попытки Кауравов нанести поражение армии противника потерпели неудачу, Дрона послал с той же миссией Арджуну и других Пандавов. Пандавы успешно атаковали царство Панчала без помощи армии, и Арджуна захватил в плен Друпаду. Дрона взял себе половину царства Друпады и простил своему другу детства его оскорбления. Друпада, однако, возжелал в своём сердце мести, и совершил яджну, желая породить сына, способного убить Дрону, и дочь, которая бы вышла замуж за Арджуну. В результате у Друпады из священного жертвенного огня родился сын Дхриштадьюмна, впоследствии убивший Дрону в битве на Курукшетре, и дочь Драупади, ставшая женой Пандавов. У Друпады также была старшая дочь Шикханди, которая в своей прошлой жизни была царевной Амбой, поклявшейся убить Бхишму.